# Oktiabr´skaja (stacja metra na linii Kolcewaja)
Oktiabr´skaja (ros. Октябрьская) – stacja metra w Moskwie, na linii Kolcewej. Stacja została otwarta 1 stycznia 1950. Pierwotnie, do 1961, stacja nazywała się Kałużskaja. Obie nazwy stacji są związane z kolejnymi nazwami pobliskiego placu, tj. Kałużskaja Płoszczad´ (przed rokiem 1922 oraz obecnie, po 1993, pochodzi od miasta Kaługa) i Oktiabr´skaja Płoszczad´ (w latach 1922–1993, na cześć rewolucji październikowej).
Stacja ta – podobnie jak inne na linii Kolcewej – jest bogato zdobiona. Wnętrza wyłożone są marmurem, oświetlenie przypomina stylizowane pochodnie. Zdobienia ścian i sufitów tematycznie nawiązują do zwycięstwa Armii Czerwonej nad niemieckimi faszystami.